# Burson Cohn & Wolfe
Pour les articles homonymes, voir Burson.
 (août 2024).
Burson-Marsteller devenue Burson Cohn & Wolfe (BCW) en 2018 est une agence internationale de communication et de relations publiques, fondée par Harold Burson et William Marsteller en 1953 et dirigée par Don Baer depuis 2012. L’entreprise compte 67 bureaux dans le monde, ainsi que 71 bureaux affiliés dans 98 pays sur six continents.  En 1979, elle devient une filiale du réseau Young & Rubicam, lui-même détenu par le groupe WPP.
Burson-Marsteller est surtout connue pour ses services de communication de crise et de lobbying politique. Elle également fait l'objet de critiques, notamment dans le cadre de campagnes compromettantes (pour le compte de Philip Morris qui dans les années 1990 tente de minimiser les préoccupations concernant le tabagisme passif ou en 2011, pour le compte de Facebook en menant des campagnes de diffamation contre Google),. Burson-Marsteller a dans le passé également prêté ses services à des régimes enfreignant de façon grave les droits de l’Homme (Argentine et Indonésie).

## Histoire

### Débuts de l’agence
L'agence naît de la rencontre entre Harold Burson et Marsteller en 1953. Elle se développe ensuite en dehors des États-Unis, établit en 1961 son premier bureau européen à Genève, puis Bruxelles en 1965, enfin Londres en 1967.
L’un des premiers clients de la firme est la division électromotrice de General Motors (GM), à partir de 1956,, ce qui lui permet de croître.

### 1980 achat par Young & Rubicam
En 1979, l’agence est vendue au groupe de communication Young & Rubicam, en raison d'un besoin de liquidités et d'une baisse des profits. À la suite du rachat, Harold Burson devient vice-président exécutif et membre du conseil de Young & Rubicam.
L'agence se spécialise dans la gestion de crise, notamment pour le compte de Babcock & Wilcox (accident de Three Mile Island en 1979), Johnson & Johnson (crise du Tylenol en 1982) et Union Carbide Corporation (catastrophe de Bhopal de 1984), mais travaille également pour des marques telles Coca-Cola,,,  ou l’association USA for Africa et son opération Hands Across America, collecte de fonds parrainée par Coca-Cola
En 1983, Burson-Marsteller devient la plus grande agence de relations publiques au monde, avec 63,8 millions de dollars de CA générés.
L'année suivante, elle acquiert l’agence Cohn & Wolfe, agence de relations publiques basée à Atlanta. Burson-Marsteller crée des bureaux à Hong Kong, Singapour, Kuala Lumpur et Tokyo, puis en Australie et en Nouvelle-Zélande, enfin un partenariat en Chine en 1985. En 1988, Burson-Marsteller devient la première agence étrangère de relations publiques à obtenir une licence pour ouvrir une filiale en Corée du Sud. Burson-Marsteller s’étend également en Europe centrale et en Amérique du Sud durant les années 1980, et gagne de nouveaux clients comme MasterCard International.
L'année suivante, Harold Burson quitte son poste de PDG de l’entreprise. Il continue cependant de travailler sur des grands comptes tels que Coca-Cola et Merrill Lynch, tandis que James H. Dowling lui succède comme PDG.

### 1990: Une présence mondiale - Philip Morris
En 1990, Burson-Marsteller possède des filiales dans 28 pays, avec 52 bureaux et plus de 2300 employés dans le monde. L'agence travaille notamment pour le ministère égyptien du Tourisme en 1993 à la suite des attaques terroristes contre des touristes en Égypte.
En décembre 1994, un dirigeant de Burson-Marsteller est tué par un colis piégé envoyé par Unabomber. Le Washington Post rapporte que Ted Kaczynski avait décidé de cibler Thomas Mosser car l'agence avait conseillé Exxon, notamment après la crise de l’Exxon Valdez.
Dans les années 1990, l’agence mène des campagnes pour le compte de la société de tabac Altria (ex-Philip Morris Companies Inc), qui l’engage pour discréditer la recherche anti-tabac et les tentatives de réglementation et de législation. En 1993, Burson-Marsteller contribue à échafauder une réponse à un rapport de l’United States Environmental Protection Agency (EPA) datant de 1992, identifiant le tabagisme passif comme un groupe cancérigène de type A. La stratégie employée par Burson-Marsteller est d’induire le doute auprès des consommateurs sur la validité scientifique du rapport de l'EPA et de cibler les législateurs qui soutiennent l’interdiction de fumer dans des lieux publics. L'agence crée également un groupe de fumeurs revendiquant leurs droits, la National Smokers Alliance (NSA),pour faire pression sur les hommes politiques soutenant la législation anti-tabac,,. La NSA est créée sur un fonds estimé à 4 millions, sur la base des contributions financières de Philip Morris et d'une cinquantaine d'autres acteurs de l'industrie du tabac. Ces industriels soutiennent également l’Advancement of Sound Science Coalition, créée en 1993 par APCO Worldwide, une autre agence de relations publiques, toujours avec un soutien financier de Philip Morris,, et également en Europe. Burson-Marsteller est alors vivement critiquée dans les médias pour son engagement avec Philip Morris et la dissimulation de ses liens avec l'industrie du tabac,.
Burson-Marsteller acquiert une autre agence de lobbying, Direct Impact, en avril 1999. La même année, Harold Burson est nommé par PR Week comme « la personnalité de l’industrie des relations publiques la plus influente du XXe siècle",.

### Années 2000
En 2000, Young & Rubicam devient une filiale du groupe publicitaire WPP Plc, et Burson-Marsteller travaille pour le Bureau Américain des Gravures et des Impressions (Bureau of Engraving and Printing),,.
En décembre 2005, l'agence acquiert l’agence indienne Genesis PR,,.
Mark Penn devient le PDG de Burson-Marsteller en décembre 2005, après une période d'instabilité au sein de l’agence au cours de laquelle trois directions se succèdent en un an,. Penn avait précédemment exercé comme chargé d’enquêtes politiques auprès de la Maison Blanche pendant six ans et était surtout connu pour son travail avec le président Bill Clinton, Tony Blair et Bill Gates. Il met en place une nouvelle stratégie,,.
En 2008, Mark Penn et Burson-Marsteller font l’objet de vives critiques dans les médias, à l’époque ou Penn travaille pour le compte du gouvernement colombien,.
À la fin des années 2000, l’agence compte parmi ses clients Ford Motor Company, qui choisit l’agence pour gérer sa communication de crise en 2009 et American International Group (AIG), pour sa communication de crise également (2008 et 2009). En 2010, Burson-Marsteller annonce qu'elle prend l'engagement de ne plus accepter de travailler pour le compte de l'industrie du tabac.
En mai 2011, Burson-Marsteller est missionné par Facebook pour mener une campagne contre Google au travers des médias,. Burson-Marsteller contacte un certain nombre de médias et de blogueurs dans l’objectif de les inciter à écrire des articles dénigrants Google, notamment à propos du respect des données personnelles. La campagne se retourne contre l’agence lorsque l'un des blogueurs rend publics sur Internet les emails reçus de la part de Burson-Marsteller.
En 2012, Don A. Baer est nommé PDG de Burson-Marsteller.
En 2018, Burson-Marsteller fusionne ses activités avec Cohn & Wolfe, également une filiale de WPP. Le nouvel ensemble est renommé Structure

## Présence
Burson-Marsteller est divisée en quatre zones géographiques : Europe, Asie Pacifique / Moyen-Orient / Afrique, Amérique latine et les États-Unis. Dans chaque région se trouve une structure de direction séparée, qui rapporte au PDG monde,,,,. Sur l’ensemble de son réseau, Burson-Marsteller emploie plus de 2 000 personnes.

### Gestion de crise
Dans le passé, Burson-Marsteller a travaillé avec des producteurs et distributeurs de produits pétrolier lors de crises graves, notamment Shell et ExxonMobil.

#### Tylenol
Lors de l'affaire des intoxications au Tylenol en septembre 1982, Johnson & Johnson fait appel à Burson-Marteller pour gérer la crise. Le travail de BM est présenté comme un « gold standard » de la gestion de crise. Sept personnes dans la région de Chicago ont été tuées en ingérant des capsules Tylenol contaminée au cyanure. Johnson & Johnson fait alors appel à BM pour les conseiller face à cette situation. Après une 8e victime en Californie, la réponse de J&J est de lancer un rappel national de toutes les capsules Tylenol. Burson Marsteller organise une conférence de presse télévisée, demandant le renvoi des capsules Tylenol et rapportant que la contamination de ses capsules est apparue lors de leur exposition sur des étagères de vente et non pendant leur fabrication. À la fin du mois d’octobre 1982, une campagne télévisée est diffusée demandant au public de faire confiance au Tylenol. Burson-Marsteller mène une enquête à l’échelle nationale et fait constater que la majorité de la population a encore confiance en Johnson & Johnson. 90 % des personnes interrogées déclarent que le fabricant n’est pas tenu responsable de ces empoisonnements. En 1983, Burson-Marsteller a été récompensé par un Silver Anvil pour une gestion de crise « exemplaire et extraordinaire » pour Johnson & Johnson. L’entreprise a cependant été rappelée pour gérer une seconde crise de Tylenol à New York en 1986.

#### Bhopal
L’accident de Bhopal fut l’une des pires catastrophes industrielles de tous les temps. En 1984 une fuite de gaz tue plus de 2 000 personnes dans une usine à Bhopal en Inde et en empoisonne des centaines d’autres. L’usine est conjointement possédée par Union Carbide Corporation, Dow Chemicals aujourd’hui, et le gouvernement indien et gérée par une équipe indienne locale. Les consultants de Burson-Marsteller sont mis à contribution par Union Carbide pour organiser la communication de crise et apporter conseil aux dirigeants d’Union Carbide. L’agence met en place un centre d’information afin de fournir tous les éléments d’information aux médias, de les faire parvenir aux médias, TV et radios  et de faciliter les conférences de presse journalières relayant les mesures prises à la suite de l’accident. Suivant les recommandations des consultants de Burson-Marsteller et de juristes d’entreprise, le PDG d’Union Carbide Warren Anderson se rend à Bhopal où il est placé en garde à vue par le gouvernement indien. Anderson paye une caution, puis retourne aux États-Unis, en refusant de retourner en Inde. Il est déclaré fugitif par le premier magistrat de justice de Bhopal le 1er février 1992, pour avoir omis de comparaître devant les audiences du tribunal dans une affaire d'homicide volontaire dans laquelle il devait se présenter comme principal accusé[source insuffisante]. Alors que sa visite en Inde quelques jours après la fuite est perçue positivement par les médias et autres sociétés et attire l'attention sur les actions de Union Carbide démontrant sa préoccupation elle ne permet pas d’atténuer les vives critiques lancées contre Union Carbide, accusée d’avoir voulu réduire les coûts. Alors que Burson-Marsteller fut critiquée pour son implication, Harold Burson déclara qu’il était fier du travail de couverture média accompli par la société.

#### Autres cas
En 1979, l’accident de « Three Mile Island » est apparu comme l’accident le plus important dans l’histoire de la production d’énergie nucléaire commerciale des États-Unis. À l’issue de cela, Burson-Marsteller a prêté ses services pour travailler sur les relations publiques de Babcock & Wilcox, les producteurs de l’usine.
BM a organisé une campagne pour le ministère égyptien du Tourisme après les attaques terroristes de 1993 contre des touristes. La campagne s’est concentrée sur l’Europe occidentale et les États-Unis. Des publicités télévisées et une large couverture médiatique sur de nouvelles découvertes archéologiques et le rôle de l’Égypte au Moyen-Orient ont été diffusées.
La compagnie militaire privée Blackwater Worldwide a requis les services de BKSH, une filiale de Burson-Marsteller, pour aider le fondateur Erik Prince à se préparer pour une audition au Congrès américain en 2007. En septembre 2007, les gardes de Blackwater sont impliqués dans une fusillade à Bagdad dans laquelle 13 Irakiens sont tués. Blackwater a fait face à une vague massive de publicité négative et Erik Prince demande à être entendu devant le comité de la surveillance et de réforme du gouvernement.

### Corporate PR
La deuxième activité principale du groupe Burson-Marsteller est la communication corporate et financière. La société se divise ainsi en quatre spécialités différentes : positionnement de la marque d’entreprise, communication financière, performance organisationnelle et positionnement C-suite. Les services de Relations Publiques fournis par Burson-Marsteller comprennent des études de marché au sujet de la réputation d’entreprise, des stratégies de commmunication de marque,. Le « global social media check-up » est une étude analysant la manière dont les medias sociaux (y compris les blogs d’entreprises) sont utilisés par les 100 première entreprises du classement Fortune 500 Index. Cette étude a été consultée en ligne par plus de 60 000 personnes en 2010.
L’un des plus anciens clients de Burson-Marsteller est la « Saudi Arabia Basic Industries Corporation » (SABIC). En effet BM a commencé à travailler avec le producteur pétrochimique à la fin des années 1970, lorsque l’agence fait son entrée sur le marché du Moyen-Orient.
Parmi les autres clients de l’entreprise on trouve Procter and Gamble, British Gas Plc,Philips, Unilever, Du Pont, Coca-Cola, GlaxoSmithKline, Merrill Lynch, General Electric,the Federal Communications Commission, et Colgate-Palmolive.

### Technologie
Au début des années 1980, Burson-Marsteller crée un pole Technologie dans son bureau de New York, se spécialisant dans les « services de relations publiques high-tech ». Ce segment de la société s'est rapidement développé au cours des années 1990 avec des clients majeurs comme Apple, Sun Microsystems et Qualcomm. Son siège a donc été transféré à la Silicon Valley pour se concentrer plus spécifiquement sur les relations publiques des entreprises technologiques, et les organisations utilisant la technologie comme un élément clé. Parmi les clients notables : HP, Intel et SAP.

### Affaires publiques
Les clients de l’entreprise comprennent en 1995 le Bureau of Engraving and Printing, la Hebrides Range Task Force, pour qui les campagnes de Burson-Marsteller ont remporté plusieurs prix en 2010, la Corée du Sud, avec la représentation du Comité organisateur des Jeux Olympiques de Séoul à la fin des années 1980, et l'agence de tourisme du gouvernement brésilien. Burson-Marsteller a aussi, dans le passé, loué ses services à des gouvernements fortement critiqués, en particulier durant les années 1970, notamment la Roumanie, l'Indonésie et l'Argentine.
Burson-Marsteller a représenté le gouvernement roumain au début des années 1970, notamment pour y développer le tourisme.
Après le massacre, en 1991 à Santa Cruz, de manifestants du Timor oriental par les forces d'occupation indonésiennes, le gouvernement indonésien a sollicité les services de Burson-Marsteller,,, ainsi qu'en 1996,,,.

### Santé
L’agence vend des services de communication et de relations publiques pour ses clients évoluant dans l’industrie pharmaceutique, dans les biotechnologies, la nutrition, l’industrie cosmétique, les prestations de santé. Ces prestations incluent des campagnes de sensibilisation, de prescription auprès du médecin et du patient, de mobilisation des parties prenantes scientifiques et politiques.

### Brand marketing
Burson-Marsteller se concentre sur des services de communication de marque comme la communication "llifestyle" associée aux produits et aux services de la marque. Parmi les campagnes dans ce domaine, on peut compter le lancement de Segway et le plan marketing de la marque Old Navy.

## Filiales et participations
Burson-Marsteller gère un certain nombre de filiales, comme Direct Impact pour le conseil marketing, Prime Policy Group pour le lobbying et les affaires gouvernementales, Proof Integrated Communications pour le conseil publicitaire, et PivotRED pour le conseil en stratégie de communication. Burson-Marsteller possède aussi des partenaires dans 60 pays, et 70 bureaux affiliés dans le monde. Parmi eux, Burson-Marsteller a formé des partenariats avec des entreprises américaines, et des sociétés internationales comme Mikhailov and Partners en Russie[source insuffisante].

## Lobbying
Burson-Marsteller est inscrit depuis 2008 au registre de transparence des représentants d'intérêts auprès de la Commission européenne, et déclarait en 2018 pour cette activité des dépenses annuelles comprises entre 6 250 000 et 6 500 000 euros.
En France, en 2018, la société déclarait à la Haute Autorité pour la transparence de la vie publique exercer des activités de lobbying dans le pays pour un montant n'excédant pas 50 000 euros sur l'année.
Burson Marsteller est (ou a été, il l'était au moins en 2007-2008) l'un des financeurs du réseau de Think tank libertariens européen Stockholm Network, qui promeut une doctrine économique de marché mondialisé, libre et dérégulé

## Polémiques

### Argentine
Burson-Marsteller a géré les relations publiques de la dernière dictature militaire argentine (1976-1983), une activité pour laquelle l’entreprise a reçu maintes critiques. BM a accepté comme client le gouvernement militaire du général Jorge Videla en pleine connaissance de cause et sous les conseils du département d'État américain[réf. nécessaire]. La mission de l’entreprise fut d'attirer des investissements industriels, de promouvoir les actions boursières et les produits argentins comme le vin, et in fine d’améliorer l'image de la dictature à travers le monde. Ainsi, l'entreprise produit des dossiers de presse, des mailings directs, arrangea la visite de journalistes en Argentine, et organisa divers séminaires financiers et d’autres événements pour des groupes d'affaires. À cette époque, les organisations de défense des droits de l’homme dénonçaient les crimes contre l’humanité et notamment les disparitions forcées et la torture perpétrés par l’État argentin. Burson-Marsteller maintint qu’il n’avait pas été mandaté pour défendre les violations des droits humains, cependant, le chercheur Rubén Morales a écrit que l’agence avait créé un slogan qui, selon une mission d’enquête de la commission interaméricaine des droits de l'homme menée en septembre 1979, s’intitulait : "Nous les Argentins sommes des gens droits et humains,.
Naomi Klein écrit dans La Stratégie du choc que Victor Emmanuel, directeur exécutif chez Burson-Marsteller, avait affirmé que "la violence était nécessaire pour ouvrir l’économie de l’Argentine", puisque la sécurité de l’investissement était impossible dans un pays en état de guerre civile permanent, et que pendant qu’"un grand nombre de personnes innocentes se faisaient tuer", "la force était nécessaire compte tenu de la situation". Burson-Marsteller ne prolongea pas son contrat de 4 ans le liant au gouvernement argentin.

### Campagne anti-Google
Après que le chercheur Christopher Soghoian eut publié un pitch qu’il avait reçu d'un représentant de Burson-Marsteller, il est devenu de notoriété publique que lagence de RP avait sollicité l’écriture d’articles négatifs sur les pratiques de confidentialité de Google. USA Today a pu confirmer cette initiative, déclarant qu'ils avaient eux aussi reçu des correspondances similaires, leur offrant même de les aider à écrire le contenu de ces articles. À la suite de ce fiasco, le Daily Beast déclarait que Facebook en était à l’origine, ayant engagé l’agence afin de promouvoir une couverture médiatique critique des pratiques de Google. Burson-Marsteller n’avait néanmoins jamais divulgué par qui ils avaient été payés pour leurs services. Ces accusations ont été confirmées par Facebook peu après. Burson-Marsteller a depuis reconnu son rôle dans la campagne, et affirme ne plus travailler pour Facebook.

### Promotion sur Wikipédia
L'entreprise est mise en cause en mai 2020 pour avoir contribué sur un certain nombre d'articles de la version en français de l'encyclopédie, tout en ne respectant pas ses règles. L'entreprise reconnaît les faits et « s’engage à ne plus apporter de contributions sur les pages Wikipédia ».